# Dombeya amaniensis
Dombeya amaniensis är en malvaväxtart som beskrevs av Adolf Engler. Dombeya amaniensis ingår i släktet Dombeya och familjen malvaväxter. Inga underarter finns listade i Catalogue of Life.